# Johann Gildemeister
Johann Gildemeister (Kröpelin, 20 luglio 1812 – Bonn, 11 marzo 1890) è stato un orientalista tedesco.

## Biografia
Studiò Lingue orientali e Teologia a Göttingen e a Bonn, laureandosi qui nel 1838. In seguito a un viaggio di studio a Leida e a Parigi, poté diventare Assistente a Bonn, dove tenne corsi di Lingua sanscrita, Lingue e letterature orientali, come pure di esegesi antico-testamentaria.
Più tardi servì come professore associato di Lingue orientali (1844). L'anno successivo si trasferì nell'Università di Marburgo come professore di Teologia e Letteratura orientale. Nel 1859 tornò a Bonn come professore.

## Opere
Con lo storico Heinrich von Sybel, fu autore della ''Der heilige Rock zu Trier und die zwanzig andern heiligen ungenähten Röcke, un lavoro controverso che sostenne la non autenticità della Sacra Tunica di Gesù. Altre rimarchevoli pubblicazioni di Gildemeister includono:
- Dissertationis de rebus Indiae, quo modo in Arabum notitiam venerint pars prior una cum Hasudii loco ad. codd Parisiens fidem recensito u. edidit. [Dissertazione], Bonn, Baaden, 1838
- Bibliothecae Sanskritae sive recensvs librorvm sanskritorvm hvcvsque typis vel lapide exscriptorvm critici specimen, Bonn (e altre), König, 1847.
- Kalidasae Meghaduta et Çringaratilaka: ex recensione J. Gildemeisteri; additum est glossarium, Bonn, König, 1841
- De Evangeliis in Arabicum e Simplici Syriaca translatis commentatio academica Ioannis Gildemeisteri, 1865
- Uber die in Bonn entdeckten neuen Fragmente des Macarius, 1867